# 1773 Rumpelstilz
1773 Rumpelstilz este un asteroid din centura principală, descoperit pe 17 aprilie 1968, de Paul Wild.